# خوان غريم
خوان غريم (بالإسبانية: Juan Grimm)‏ هو مهندس المناظر الطبيعية تشيلي، ولد في 7 أبريل 1952 في سانتياغو في تشيلي.